# (513) Центезима
(513) Центезима (лат. Centesima) — астероид главного пояса, который принадлежит к светлому спектральному классу S. Он был открыт 24 августа 1903 года немецким астрономом Максом Вольфом в обсерватории Хайдельберг-Кёнигштуль. Его название в переводе с латыни означает «сотня», поскольку это был сотый астероид, открытый Вольфом.

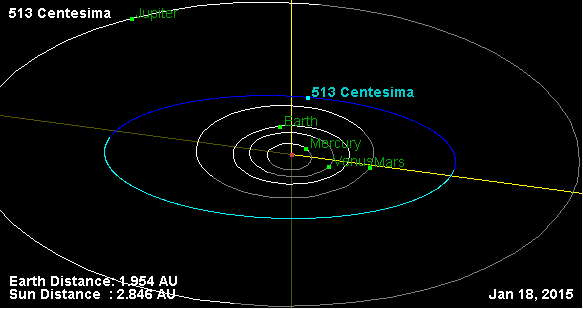
Орбита астероида Центезима и его положение в Солнечной системе